# Isidore Salmon
Isidore Salmon (* 10. Februar 1876; † 16. September 1941) war ein britischer Geschäftsmann und Politiker (Conservative Party).

## Leben und Tätigkeit
Salmon war ein Sohn von Barnett Salmon, einem der Mitgründer der Tabbakfirma Salmon & Gluckstein und seiner Ehefrau Lena, geb. Gluckstein. Die Firma des Vaters expandierte später und wandelte sich unter dem Namen eines dritten Teilhabers, Joseph Lyons, zu einem Großunternehmen der Catering-Branche, das Restaurants betrieb und Kunden mit zubereiteten Speisen belieferte. In seiner Jugend absolvierte er eine Lehre in den Küchenbetrieben des Hotels Bristol in London.
1904 wurde Salmon Direktor in der von seinem mitgegründeten Firma, die inzwischen als J. Lyon and Co, Ltd. firmierte. 1910 wurde ihm der Posten eines managing directors übertragen und 1929 rückte er schließlich zum Vorsitzenden (chairman) auf. 1938 bereiteten die Küchen des Lyon-Unternehmens täglich 400.000 Gerichte zu und umfassten 257 teashops und vier große Hotels mit insgesamt 43.000 Angestellten. Damit war Lyons unter der Ägide von Salomon die damals größte Restaurant-Kette der Welt.
1907 wurde Salmon in den Gemeinderat der Stadt London (London County Council, LCC) gewählt. In diesem vertrat er zunächst den Wahlbezirk Islington West und später (ab 1910) den Wahlbezirk Hammersmith. Insgesamt gehörte er dem Gemeinderat für achtzehn Jahre, bis 1925, an. Im letzten Jahr seiner Zugehörigkeit zu diesem Gremium fungierte er als stellvertretender Vorsitzender desselben. Aufgrund seines beruflichen Hintergrundes übernahm er im Rahmen seiner Zugehörigkeit zum Gemeinderat den Vorsitz über die Westminster Technical School, die sich der Ausbildung von Köchen und Kellnern widmete. 
Bei der britischen Parlamentswahl des Jahres 1924 wurde Salmon als Kandidat der Conservative Party im Wahlkreis Harrow ins House of Commons, das britische Parlament, gewählt. Er folgte damit Oswald Mosley, der den Parlamentssitz für diesen Bezirk zuvor innegehabt hatte, nach. Bei den Wahlen der Jahre 1929, 1931 und 1935 wurde Salmon jeweils wiedergewählt. Er gehörte dem Unterhaus damit insgesamt siebzehn Jahre lang, bis zu seinem Tod im Jahr 1941, als Abgeordneter an. Sein Mandat wurde anschließend von Norman Bower übernommen. Während seiner Abgeordnetenzeit gehörte Salmon dem Ausschuss für öffentliche Konnten (Public Accounts Committee) und dem Ausschuss für Kostenvoranschläge (Estimates Committee) an. Dem zuletzt genannten stand er von 1936 bis 1937 als Vorsitzender vor.
Von März 1938 bis zu seinem Tod amtierte Salmon als ehrenamtlicher Versorgungsberater der britischen Armee. In diesem Zusammenhang regte er die Gründung des Army Catering Corps an, das sich der Verbesserung der Verpflegung in der britischen Armee widmete.
Des Weiteren war Salmon sieben Jahre lang Vizepräsident des Ausschusses der Vertreter der britischen Juden (Board of Deputies of British Jews).

## Familie
1899 heiratete Kate Abrahams mit der zwei Söhne, Samuel Isidore Salmon und Julian Salmon, hatte.